# Arhopalus asperatus
Arhopalus asperatus är en skalbaggsart som först beskrevs av Leconte 1859.  Arhopalus asperatus ingår i släktet Arhopalus och familjen långhorningar.
Artens utbredningsområde är Honduras. Inga underarter finns listade.